# Gran Premio di Gran Bretagna 1964
Il Gran Premio di Gran Bretagna 1964 fu la quinta gara della stagione 1964 del Campionato mondiale di Formula 1, disputata l'11 luglio sul Circuito di Brands Hatch.
La corsa vide la vittoria di Jim Clark su Lotus-Climax, seguito da Graham Hill su BRM e da John Surtees su Ferrari.

## Qualifiche
| Pos | N° | Pilota              | Costruttore         | Scuderia                    | Tempo  | Distacco |
| --- | -- | ------------------- | ------------------- | --------------------------- | ------ | -------- |
| 1   | 1  | Jim Clark           | Lotus 25-Climax     | Team Lotus                  | 1'38"1 | -        |
| 2   | 3  | Graham Hill         | BRM P261            | Owen Racing Organisation    | 1'38"3 | +0.2     |
| 3   | 6  | Dan Gurney          | Brabham BT7-Climax  | Brabham Racing Organisation | 1'38"4 | +0.3     |
| 4   | 5  | Jack Brabham        | Brabham BT7-Climax  | Brabham Racing Organisation | 1'38"5 | +0.4     |
| 5   | 7  | John Surtees        | Ferrari 158         | Scuderia Ferrari SpA SEFAC  | 1'38"7 | +0.6     |
| 6   | 9  | Bruce McLaren       | Cooper T73-Climax   | Cooper Car Company          | 1'39"6 | +1.5     |
| 7   | 19 | Bob Anderson        | Brabham BT11-Climax | DW Racing Enterprises       | 1'39"8 | +1.7     |
| 8   | 8  | Lorenzo Bandini     | Ferrari 156         | Scuderia Ferrari SpA SEFAC  | 1'40"2 | +2.1     |
| 9   | 16 | Jo Bonnier          | Brabham BT11-BRM    | RRC Walker Racing Team      | 1'40"2 | +2.1     |
| 10  | 11 | Innes Ireland       | BRP 2-BRM           | British Racing Partnership  | 1'40"8 | +2.7     |
| 11  | 15 | Chris Amon          | Lotus 25-BRM        | Reg Parnell Racing          | 1'41"2 | +3.1     |
| 12  | 14 | Mike Hailwood       | Lotus 25-BRM        | Reg Parnell Racing          | 1'41"4 | +3.3     |
| 13  | 2  | Mike Spence         | Lotus 25-Climax     | Team Lotus                  | 1'41"4 | +3.3     |
| 14  | 4  | Richie Ginther      | BRM P261            | Owen Racing Organisation    | 1'41"6 | +3.5     |
| 15  | 21 | Richard Attwood     | BRM P67             | Owen Racing Organisation    | 1'42"2 | +4.1     |
| 16  | 10 | Phil Hill           | Cooper T73-Climax   | Cooper Car Company          | 1'42"6 | +4.5     |
| 17  | 20 | Jo Siffert          | Brabham BT11-BRM    | Siffert Racing Team         | 1'42"8 | +4.7     |
| 18  | 23 | Ian Raby            | Brabham BT3-BRM     | Ian Raby Racing             | 1'42"8 | +4.7     |
| 19  | 12 | Trevor Taylor       | Lotus 24-BRM        | British Racing Partnership  | 1'42"8 | +4.7     |
| 20  | 26 | Frank Gardner       | Brabham BT10-Ford   | John Willment Automobiles   | 1'43"0 | +4.9     |
| 21  | 22 | John Taylor         | Cooper T73-Ford     | Bob Gerard Racing           | 1'43"2 | +5.1     |
| 22  | 18 | Giancarlo Baghetti  | BRM P57             | Scuderia Centro Sud         | 1'43"4 | +5.3     |
| 23  | 24 | Peter Revson        | Lotus 24-BRM        | Reg Parnell Racing          | 1'43"4 | +5.3     |
| 24  | 17 | Tony Maggs          | BRM P57             | Scuderia Centro Sud         | 1'45"0 | +6.9     |
| NQ  | 25 | Maurice Trintignant | BRM P57             | Privato                     | 1'54"4 | +16.3    |

## Gara
| Pos | N° | Pilota             | Costruttore         | Giri | Tempo/Causa Ritiro | Pos partenza | Punti |
| --- | -- | ------------------ | ------------------- | ---- | ------------------ | ------------ | ----- |
| 1   | 1  | Jim Clark          | Lotus 25-Climax     | 80   | 2h15'07"0          | 1            | 9     |
| 2   | 3  | Graham Hill        | BRM P261            | 80   | + 2"8              | 2            | 6     |
| 3   | 7  | John Surtees       | Ferrari 158         | 80   | + 1'20"6           | 5            | 4     |
| 4   | 5  | Jack Brabham       | Brabham BT7-Climax  | 79   | + 1 giro           | 4            | 3     |
| 5   | 8  | Lorenzo Bandini    | Ferrari 156         | 78   | + 2 giri           | 8            | 2     |
| 6   | 10 | Phil Hill          | Cooper T73-Climax   | 78   | + 2 giri           | 15           | 1     |
| 7   | 19 | Bob Anderson       | Brabham BT11-Climax | 78   | + 2 giri           | 7            |       |
| 8   | 4  | Richie Ginther     | BRM P261            | 77   | + 3 giri           | 14           |       |
| 9   | 2  | Mike Spence        | Lotus 25-Climax     | 77   | + 3 giri           | 13           |       |
| 10  | 11 | Innes Ireland      | BRP 2-BRM           | 77   | + 3 giri           | 10           |       |
| 11  | 20 | Jo Siffert         | Brabham BT11-BRM    | 76   | + 4 giri           | 16           |       |
| 12  | 18 | Giancarlo Baghetti | BRM P57             | 76   | + 4 giri           | 21           |       |
| 13  | 6  | Dan Gurney         | Brabham BT7-Climax  | 75   | + 5 giri           | 3            |       |
| 14  | 22 | John Taylor        | Cooper T73-Ford     | 56   | + 24 giri          | 20           |       |
| Rit | 16 | Jo Bonnier         | Brabham BT11-BRM    | 46   | Freni              | 9            |       |
| Rit | 24 | Peter Revson       | Lotus 24-BRM        | 43   | Differenziale      | 22           |       |
| Rit | 23 | Ian Raby           | Brabham BT3-BRM     | 37   | Ponte posteriore   | 17           |       |
| Rit | 17 | Tony Maggs         | BRM P57             | 37   | Cambio             | 23           |       |
| Rit | 12 | Trevor Taylor      | Lotus 24-BRM        | 23   | Indisposto         | 18           |       |
| Rit | 14 | Mike Hailwood      | Lotus 25-BRM        | 16   | Condotto olio      | 12           |       |
| Rit | 15 | Chris Amon         | Lotus 25-BRM        | 9    | Frizione           | 11           |       |
| Rit | 9  | Bruce McLaren      | Cooper T73-Climax   | 7    | Cambio             | 6            |       |
| Rit | 26 | Frank Gardner      | Brabham BT10-Ford   | 0    | Incidente          | 19           |       |
| DNS | 21 | Richard Attwood    | BRM P67             |      | Ritirato           |              |       |

## Statistiche

### Piloti
- 13ª vittoria per Jim Clark
- 1º Gran Premio per John Taylor, Richard Attwood e Frank Gardner

### Costruttori
- 18° vittoria per la Lotus
- 30° podio per la Lotus

### Motori
- 33ª vittoria per il motore Climax

### Giri al comando
- Jim Clark (1-80)

## Classifiche Mondiali

### Piloti
| Pos | Pilota          | Punti |
| --- | --------------- | ----- |
| 1   | Jim Clark       | 30    |
| 2   | Graham Hill     | 26    |
| 3   | Richie Ginther  | 11    |
|     | Jack Brabham    | 11    |
|     | Peter Arundell  | 11    |
| 6   | Dan Gurney      | 10    |
|     | John Surtees    | 10    |
| 8   | Bruce McLaren   | 7     |
| 9   | Jo Bonnier      | 2     |
|     | Lorenzo Bandini | 2     |
|     | Chris Amon      | 2     |
| 12  | Mike Hailwood   | 1     |
|     | Phil Hill       | 1     |
|     | Bob Anderson    | 1     |

### Costruttori
| Pos | Team           | Punti |
| --- | -------------- | ----- |
| 1   | Lotus-Climax   | 34    |
| 2   | BRM            | 27    |
| 3   | Brabham-Climax | 17    |
| 4   | Cooper-Climax  | 10    |
|     | Ferrari        | 10    |
| 6   | Lotus-BRM      | 3     |